# Hacker Boat Company

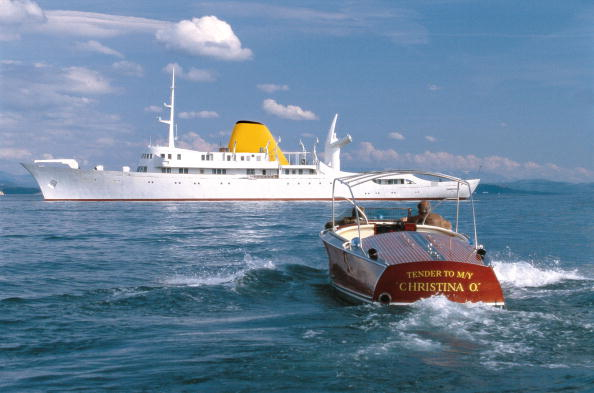
En Hacker-Craft som tenderbåt till lyxyachten M/Y Christina som tillhörde Aristoteles Onassis 1954–1975

Hacker Boat Company är ett amerikanskt småbåtsvarv, som tillverkar båtar med varumärket Hacker–Craft. Företaget grundades 1908 i Detroit i USA av John L. Hacker.
Företaget flyttade till staten New York på 1970-talet. Det bygger fortfarande båtar i Ticonderoca utanför Lake George, med huvudkontor i Silver Bay.